# U.S. Girls
U.S. Girls est un groupe de pop expérimentale américano-canadien. Il est formé en 2007 par Meghan Remy,,, seule membre constante du groupe. Remy collabore avec nombre de musiciens torontois à l'écriture et la production,.
L'album Half Free est nommé du Juno Award dans la catégorie « album alternatif de l'année » aux Juno Awards 2016 et devient finaliste pour le Polaris Music Prize.